# John Edward Aloysius Steggall
John Edward Aloysius Steggall   (Londres, 19 de novembre de 1855 - Dundee, 26 de novembre de 1935) va ser un matemàtic anglès, professor del University College de Dundee (Escòcia).

## Vida i Obra
Steggall, fill d'un cirurgià, va anar a la City of London School abans d'entrar al Trinity College (Cambridge), en el qual es va graduar el 1878 com segon wrangler i guanyant el Premi Smith a'quest any.
Va donar classes com a professor ajudant al Clifton College de Bristol el curs 1878-1979, abans de ser nomenat Fielden Lecturer del Owens College de Manchester, en el qual va romandre fins al 1882. El 1883 va obtenir la càtedra de Matemàtiques i Filosofia Natural en el recentment fundat University College de Dundee. Hi va romandre fins al 1933 en que es va retirar després de completar cinquanta anys de treball acadèmic.
Steggall va ser un membre actiu de l'Association for the Improvement of Geometrical Teaching i membre del consell escolar de Dundee. Viatjant entusiasta i bon fotògraf amateur, va viatjar extensament per Europa; la seva col·lecció fotogràfica està preservada a la biblioteca de la Universitat de St Andrews.